# Grumman HU-16 Albatross
Pour les articles homonymes, voir Grumman, HU, 16 (homonymie) et Albatross (homonymie).
Le Grumman HU-16 Albatross (albatros, en anglais) est un aéronef amphibie-hydravion à coque, du constructeur aéronautique américain Grumman, fabriqué à 466 exemplaires de 1947 à 1961.

## Origine
L'appareil a été conçu à la suite d'une demande l'US Navy, qui voulait un avion amphibie très polyvalent, pouvant aussi être équipé de skis pour décoller sur la glace ou la neige. C'est cependant la toute nouvelle United States Air Force qui en est finalement la principale opératrice.  Grummann s'appuie sur l'expérience de ses Grumman G-21 Goose (1937), Grumman G-44 Widgeon (1940), et Grumman G-73 Mallard (1946). Ces avions avaient une capacité de 3 à 6 passagers, mais l'Albatross est nettement plus grand, conçu pour une dizaine de passagers.

## Caractéristiques

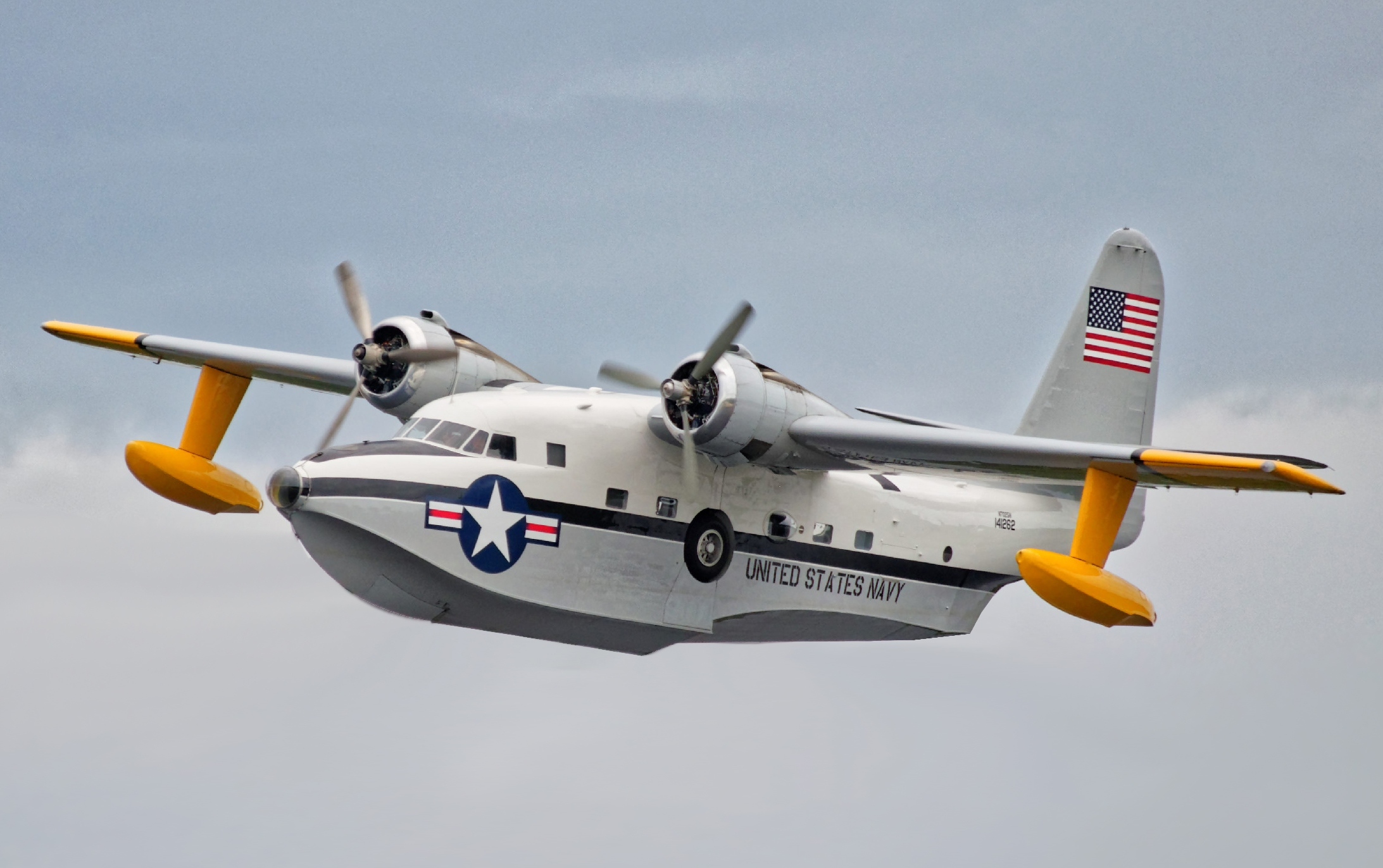
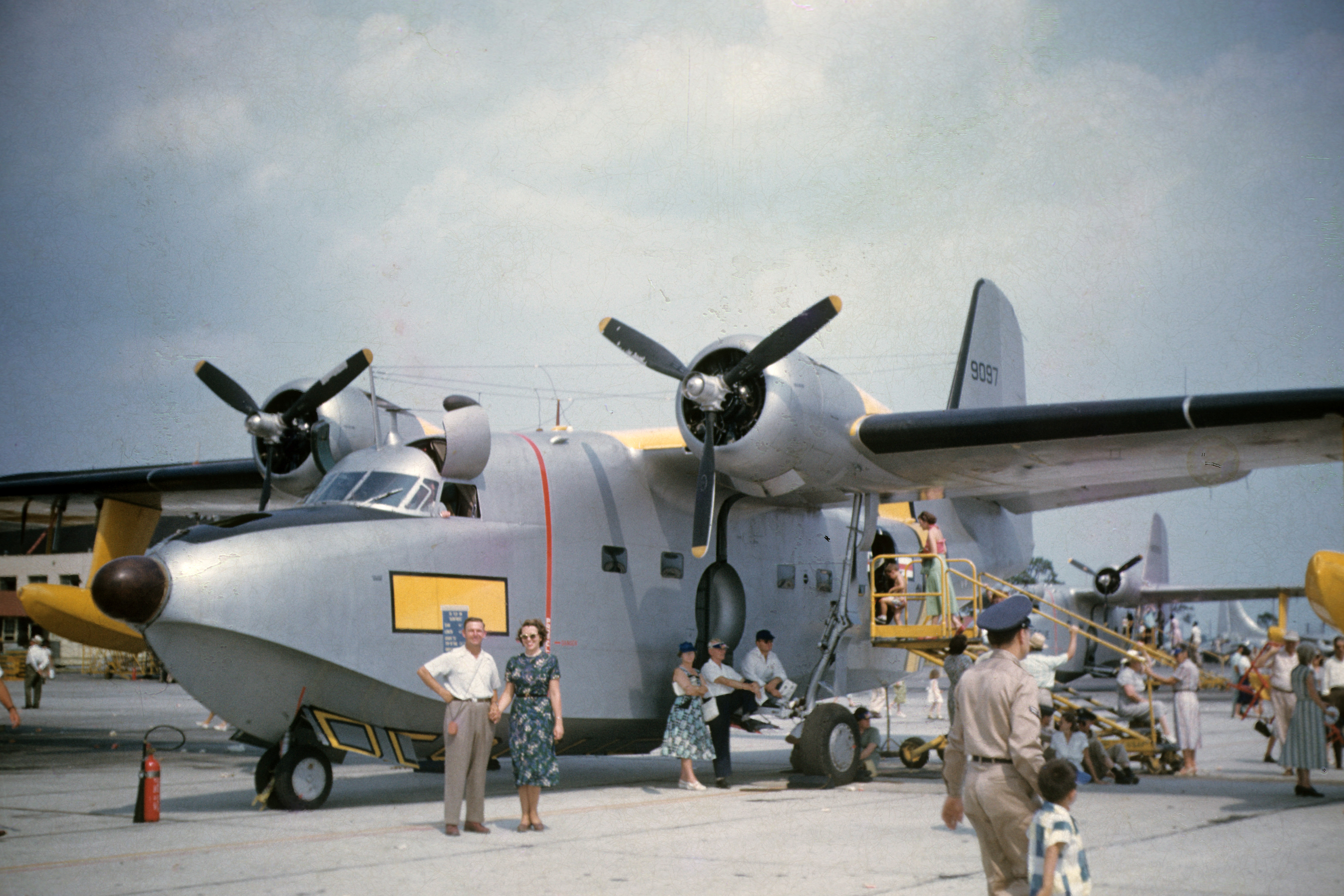
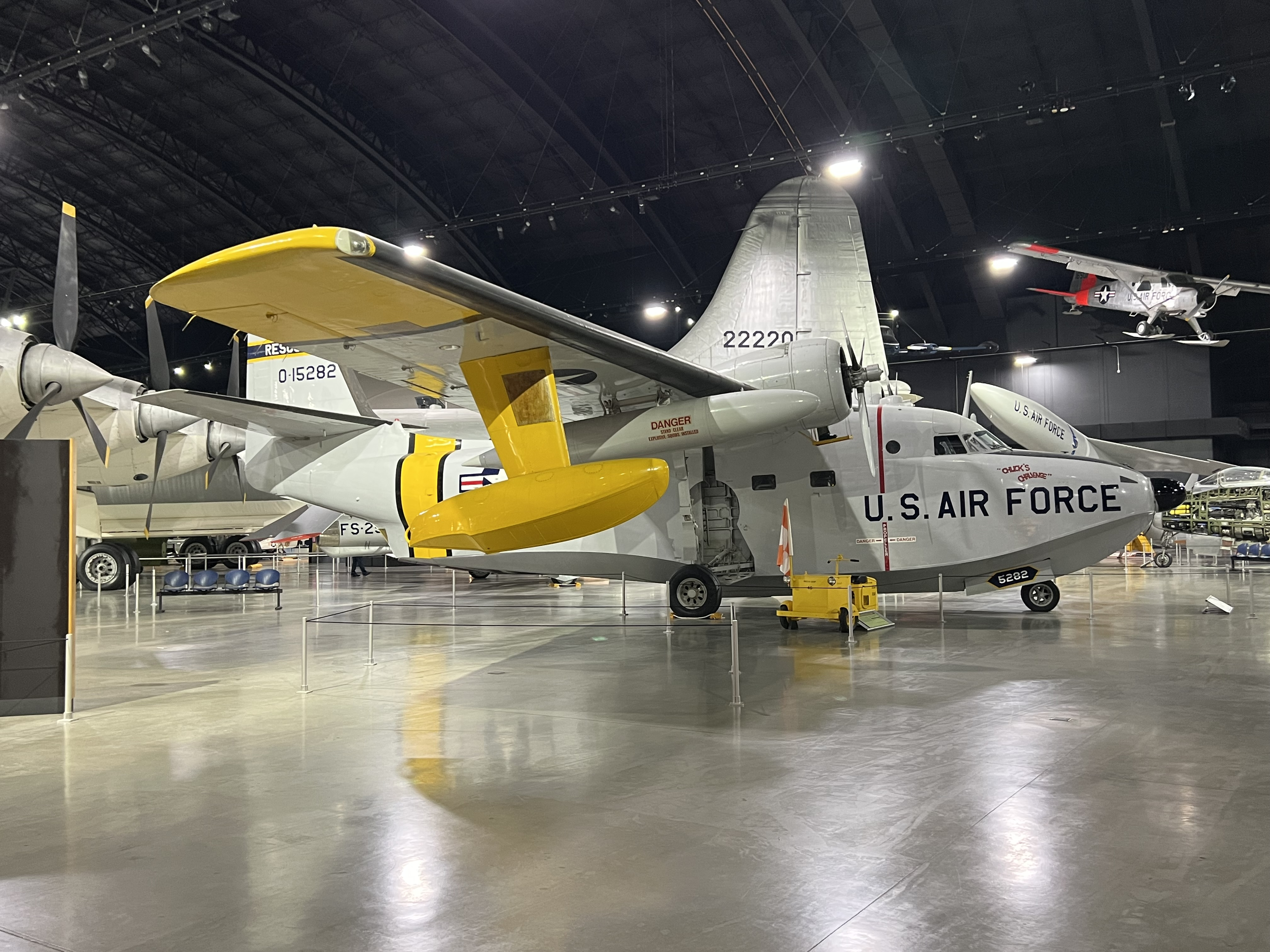

Sa carlingue massive est assez stable pour amerrir dans des conditions assez extrêmes et décoller avec des creux de vague de 2,5 à 3 m. 
La motorisation est composée de deux puissants moteurs 9 cylindres en étoile Wright R-1820-76A Cyclone 9 de 1 425 ch chacun, pour une vitesse de plus de 390 km/h.

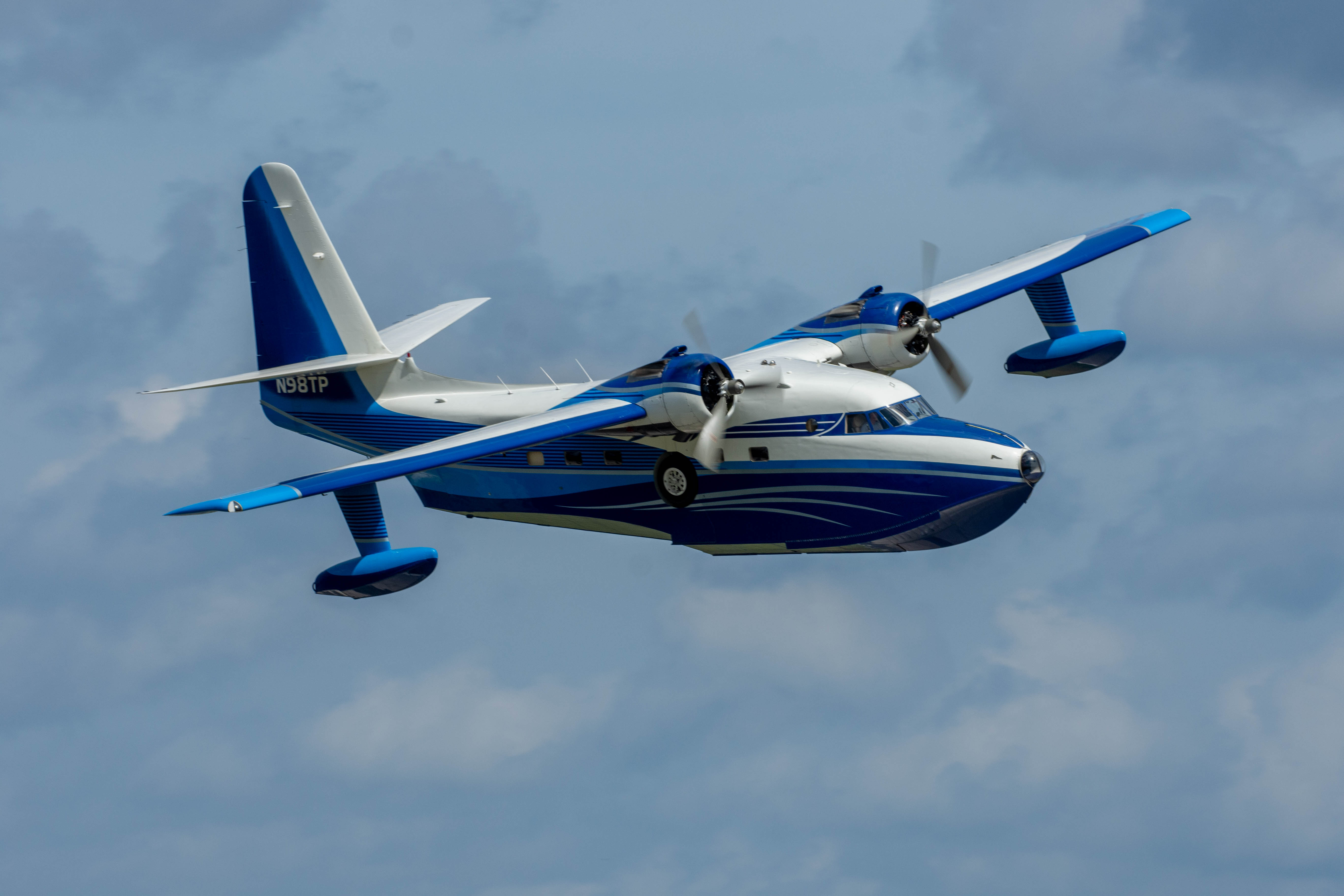
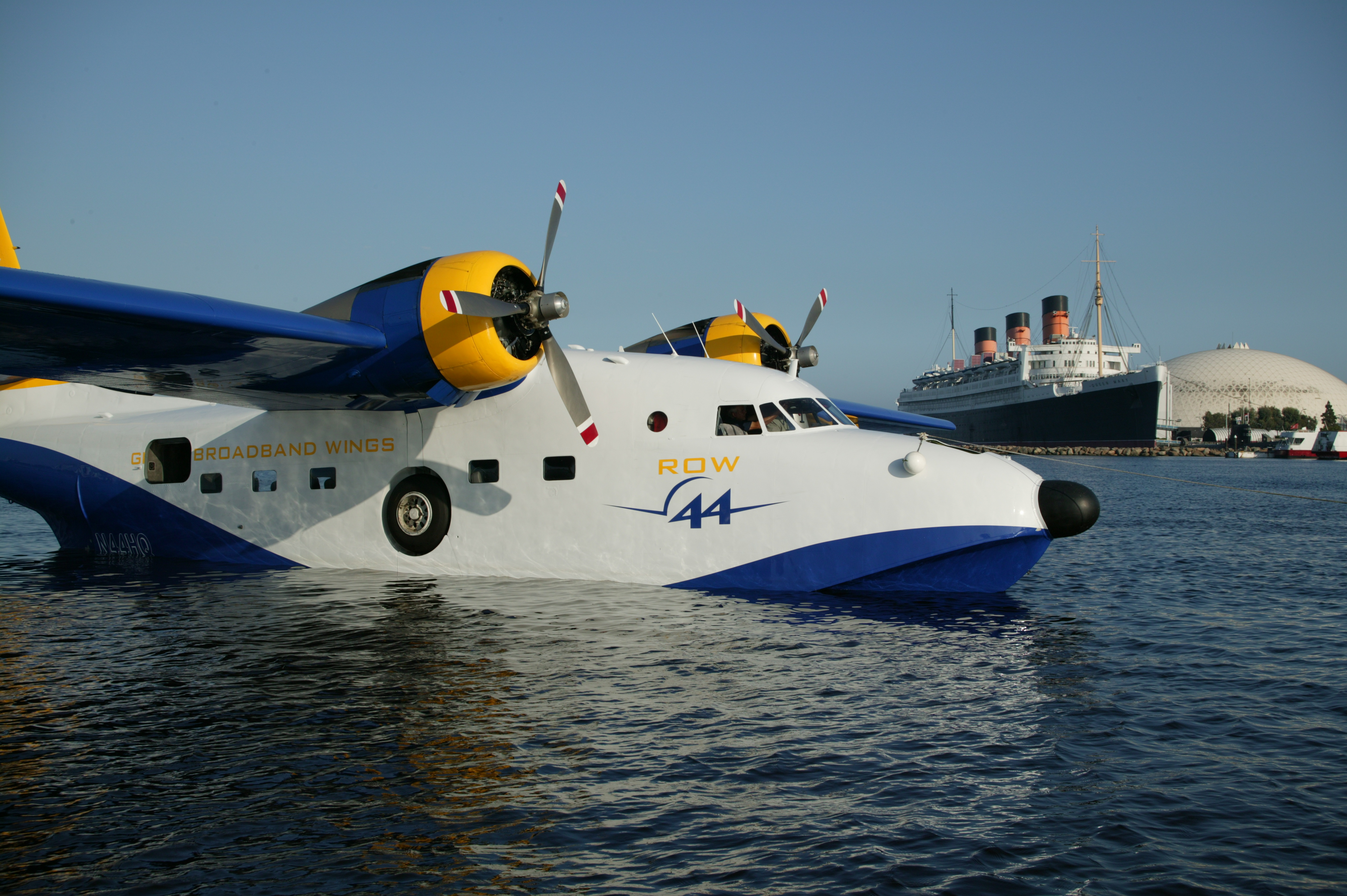
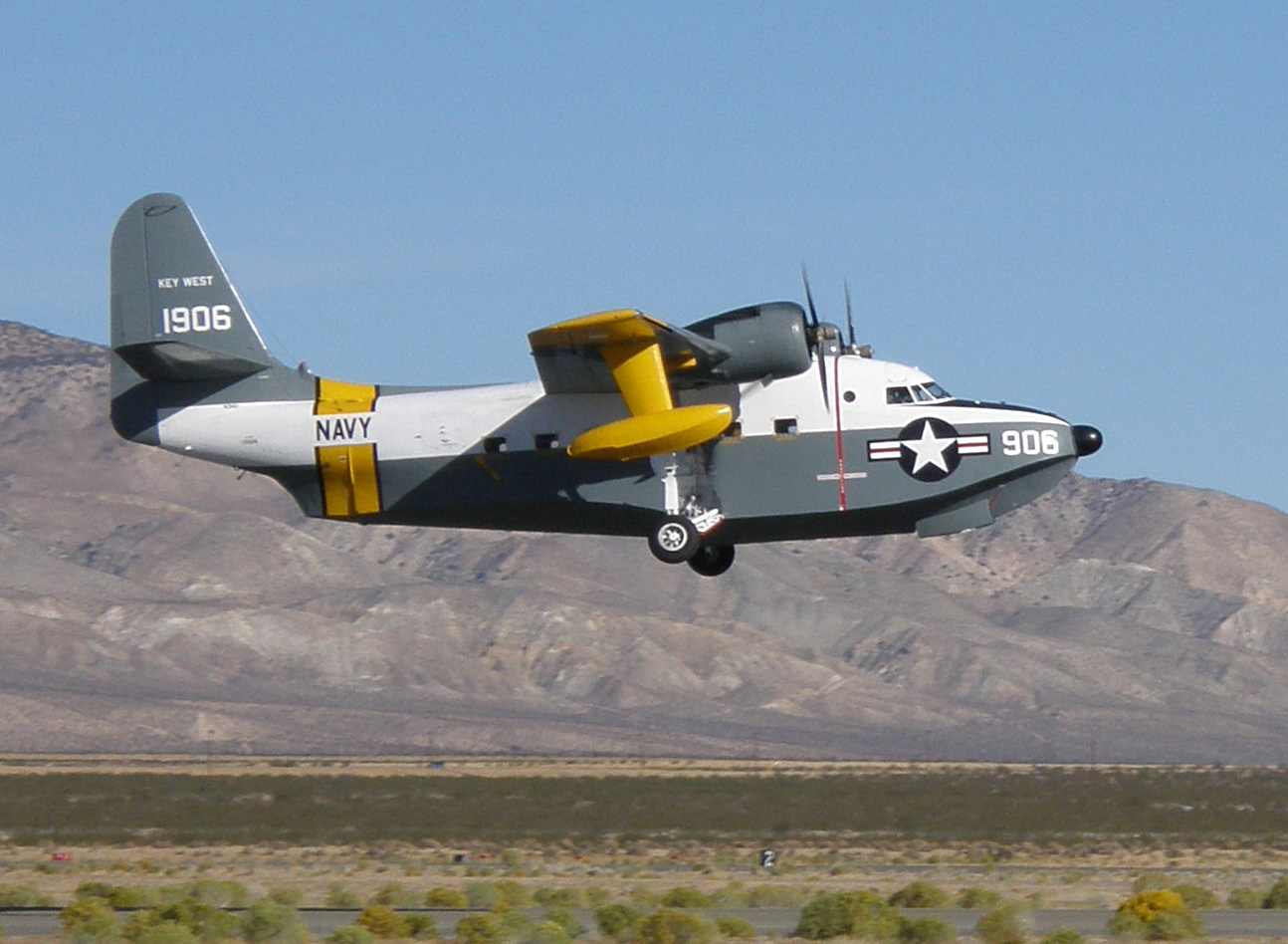

## Carrière opérationnelle
L'Albatross est utilisé par trois branches des forces armées américaines. Il porte à l'origine les désignations SA-16 (pour l'US Air Force),  JR2F-1 pour l'US Navy et UF-1 au sein des garde-côtes. Il est renommé HU-16 en 1962, dans la nouvelle nomenclature. Sa fonction principale est la recherche et les secours en mer. Il est massivement utilisé dans ce rôle pendant la guerre de Corée : les SA-16 procède à environ 900 missions de sauvetage, ramenant en lieu sûr les équipages d'avions perdus. 

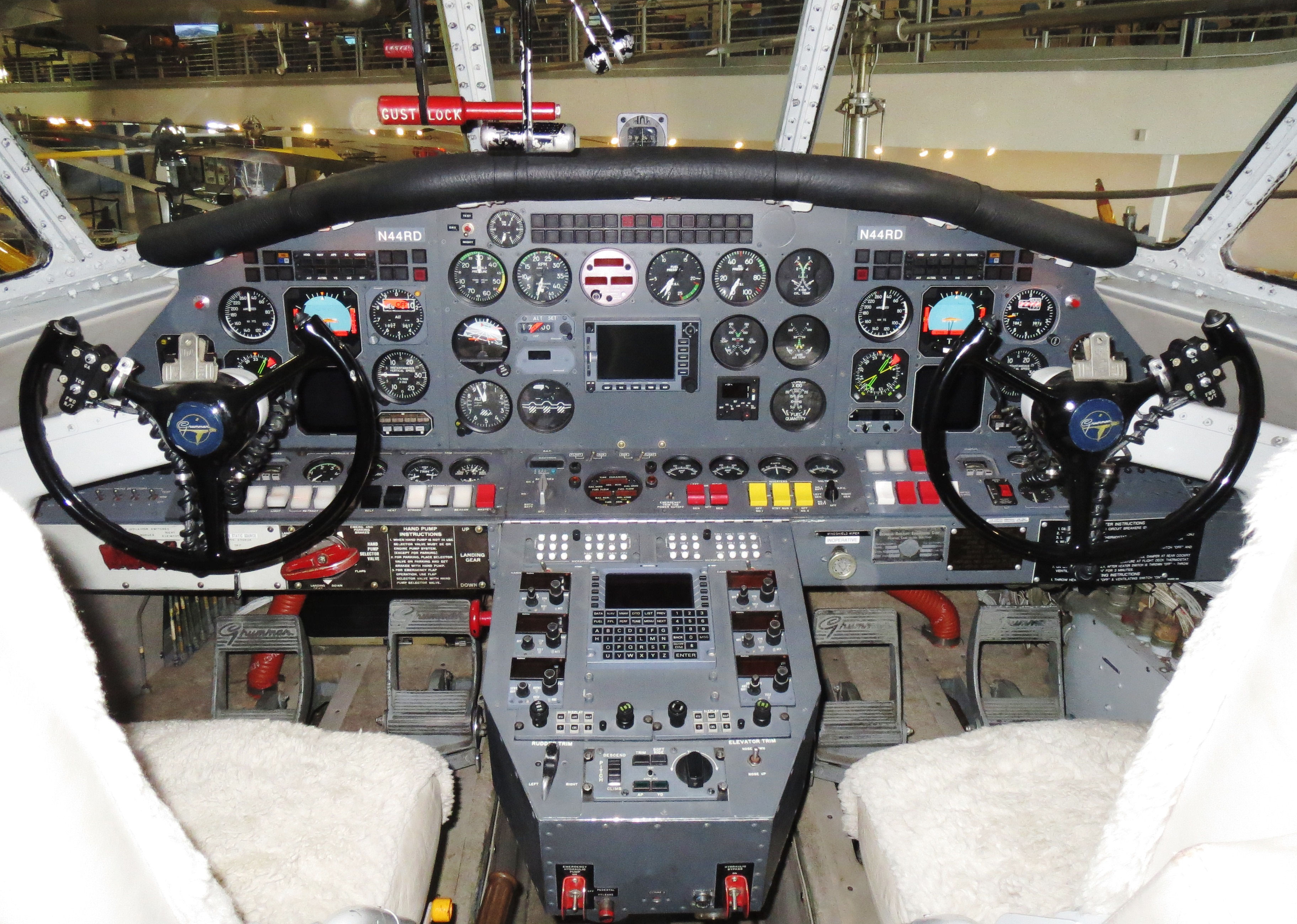
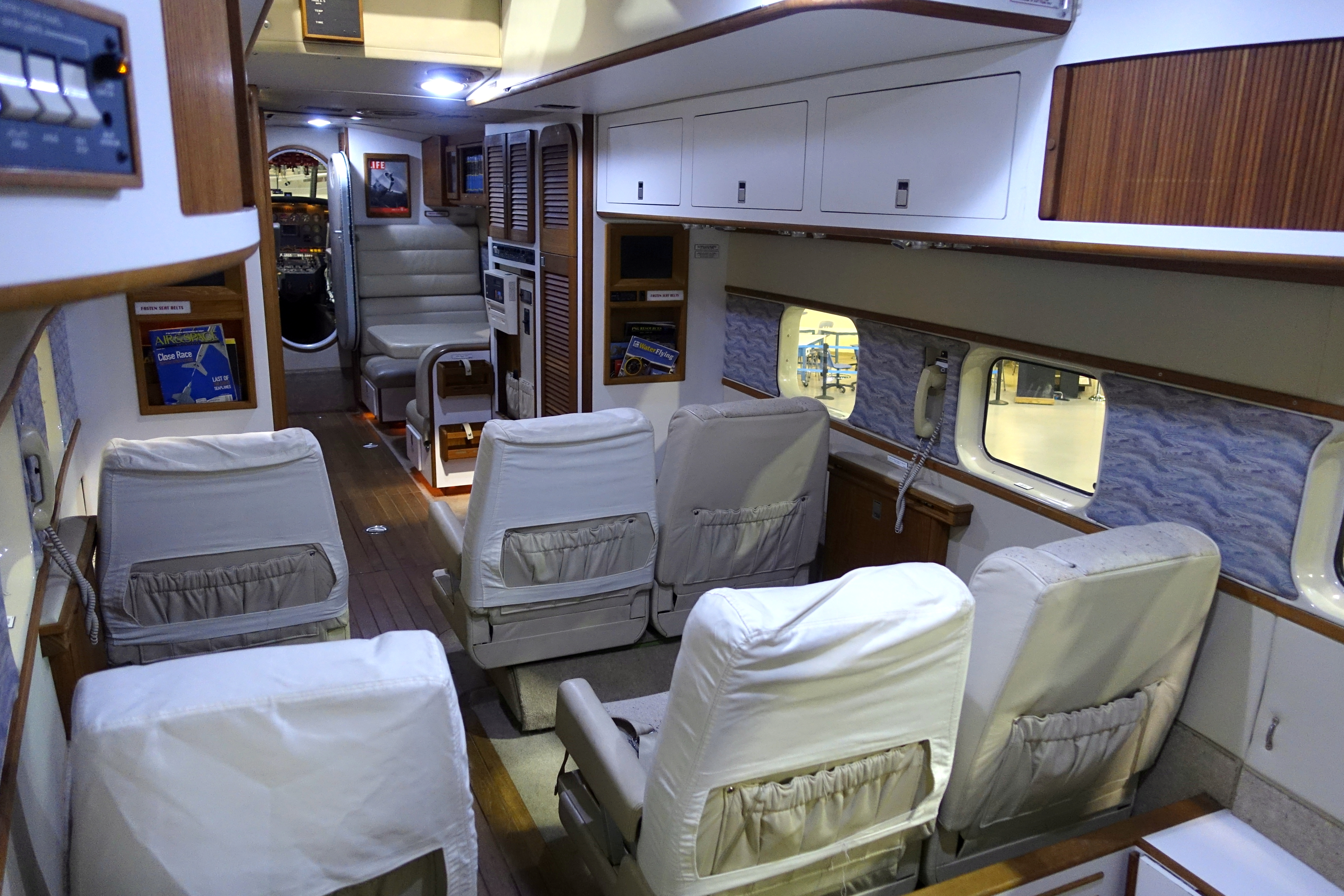

## Quelques pays utilisateurs
- Allemagne
- Espagne
- Grèce : 353e Escadron de patrouille maritime, 112e Escadre, Base aérienne Elefsina : 12 UH-16B ex-norvégiens à partir de 1969, les derniers sont retirés en 1998. Un UH-16C livré en 1971 par les États-Unis est resté en service pendant une courte période de temps[4].
- Indonésie
- Italie
- Norvège : 18 UH-16B entre 1962 et 1969
- Philippines
- Royaume-Uni
- Thaïlande
- États-Unis

## Compagnie aérienne

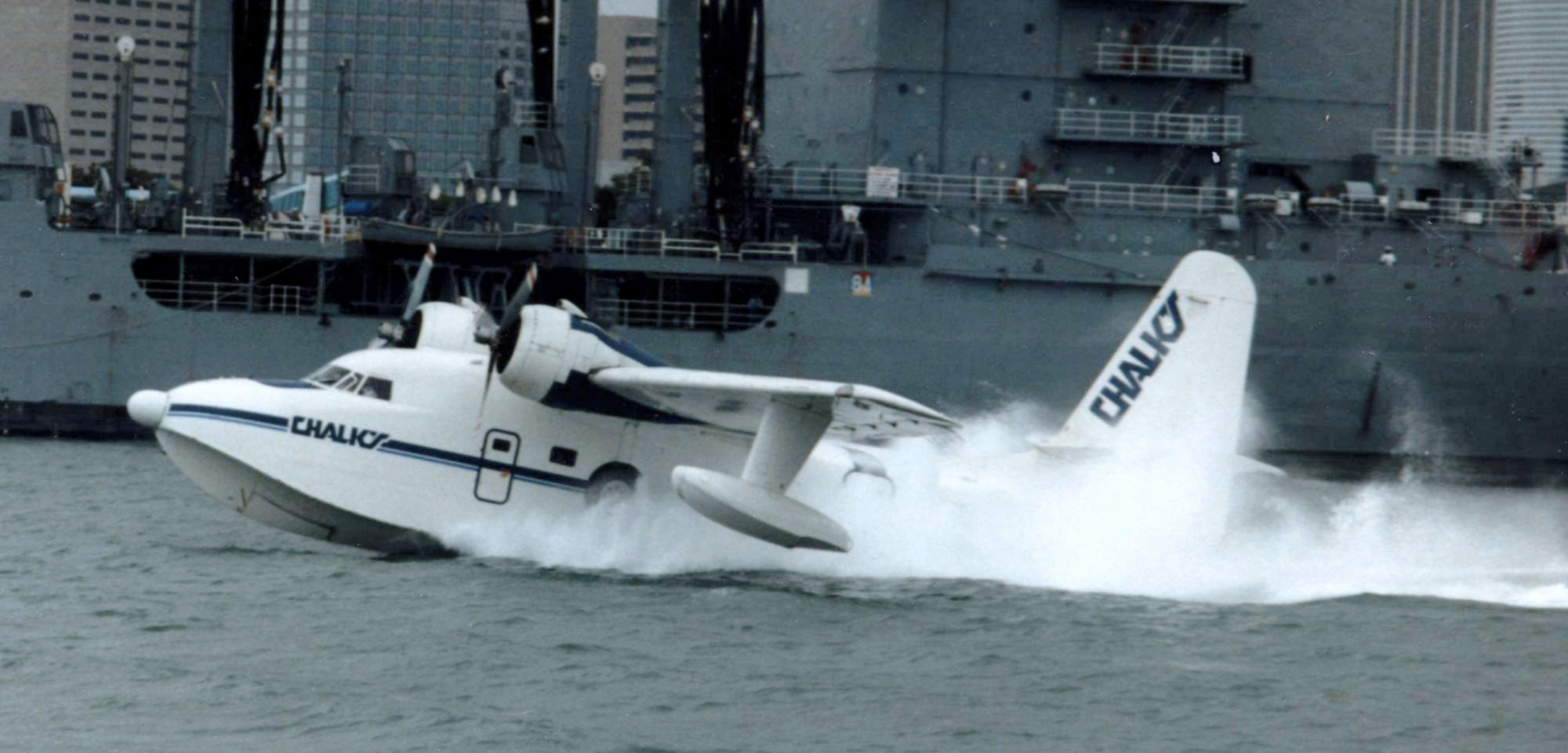
Chalk's Ocean Airways dans le port de Miami en Floride.

Chalk's Ocean Airways est une compagnie aérienne américaine (disparue en 2007) qui assurait des liaisons entre la Floride et les Bahamas, en utilisant, pour les îles ne possédant pas d'aérodromme, des hydravions. Trois Albatross d'occasion, ayant appartenu à l'USAF, ont rejoint sa flotte au début des années 1980.

## Reprise du programme par Amphibian Aerospace Industries
L'industrie australienne Amphibian Aerospace Industries a acquis en 2016 les certificats de type des HU-16 militaires et des G-111 civils dans l'optique de relancer la production de l'Albatross. Cette entreprise et le motoriste Pratt & Whitney Canada ont annoncé le 8 décembre 2021 le choix des turbopropulseurs PT6A-67F pour sa motorisation. Par ailleurs, un accord pour l'implantation de l'usine de production a aussi été signé. Un Albatross d'origine a été racheté par AAI, afin d'être modifié et utilisé comme prototype pour le développement de la nouvelle version

## Au cinéma et télévision
- 2010 : Expendables : Unité spéciale, de Sylvester Stallone.

## Quelques musées
- Castle Air Museum (en) (Californie)
- Cavanaugh Flight Museum (en) (Texas)
- Musée d'aviation Hiller de San Carlos en Californie.
- Travis Air Force Base Heritage Center de Fairfield (Californie)
- Strategic Air Command & Aerospace Museum (en) (Nebraska)
- Museum of Aviation (Warner Robins) (en) de Warner Robins (Géorgie (États-Unis))
- Musée historique de l'hydraviation de Biscarrosse dans les Landes[8].
- Chung Cheng Aviation Museum (en) de Taïwan